# Ананій Роєцкі
Ананій Роєцкі (народився 19 липня 1896 року у Вільнюсі, помер 19 листопада 1978 року у Варшаві) — польський геофізик, караїмський діяч.

## Життєпис
Походив з родини караїмів, був сином Елеазара (працівника аптечної компанії) та Зефірини, уродженої Шпаковської.
У 1915—1917 роках він служив у російській армії, досягнувши звання другого лейтенанта; наступні кілька років він провів у Вільнюсі та в Криму, у центрі караїмського релігійного життя м. Євпаторії. З 1923 року вивчав математику та астрономію у Вільнюському університеті, у 1929 році отримав диплом з математики. Потім він працював у цьому університеті метеорологом, а з 1931 року — асистентом кафедри метеорології. Він займався, серед іншого, вимірюванням вітру, сонячного світла й хмар у Вільнюсі та Тракаї, клімату Друскінінкаю. Для використання Вільнюським товариством садівництва він опрацьовував прогнози приморозків. У 1936—1938 роках перебував у Берліні, де готував докторську дисертацію «Про висоту повітряного шару так званої постійної щільності та її залежність від типів повітряних мас»; йому не вдалося її захистити до початку війни. Рукопис згорів під час війни, і Роєцкі більше не намагався здобути ступінь доктора наук.
З 1939 року працював у військовій метеорологічній службі, брав участь у вересневій кампанії. Потім він повернувся до Вільнюса, де викладав математику та фізику, спочатку офіційно, а з 1941 року в межах таємного викладання. З початку 1941/42 навчального року і до кінця нацистської окупації він разом із Владиславом Дзевульським, Геленою Страшиньською та Яніною Глебовичовною очолював університетський центр організованої польської таємної освіти у Вільнюсі.
З 1944 року працював геологом та геофізиком у Литовському відділенні Комітету Геології СРСР. Брав участь у роботі університетської комісії з питань репатріації до Польщі колишніх співробітників Вільнюського університету. Прибувши до Польщі, він не прийняв пропозицію про роботу в Ягеллонському університеті, але став асистентом Торунського університету; згодом він почав працювати в Національному гідрологічному та метеорологічному інституті, досягнувши посади заступника директора. З 1950 року мав статус незалежного дослідника. У 1959 році став асистентом кафедри геофізики Польської академії наук; залишив цю роботу у 1965 році, а за чотири роки вийшов на пенсію. Окрім постійних посад, він проводив лекції та семінари з метеорології, кліматології та океанографії у Варшавському технологічному та Варшавському університеті.
Ананій Роєцкі був співзасновником Польського гідрологічного та метеорологічного товариства (1947), перейменованого в 1966 на Польське геофізичне товариство. Він був членом правління Товариства, а в 1974 році отримав почесне членство. Багато років він був членом редакційної ради журналу «Przegląd Meteorologiczny and Hydrograficzny» (з 1956 «Przegląd Geophysyczny»), виконуючи обов'язки головного редактора (1954—1973). Він заслужив свою посаду організатора гідрологічної та метеорологічної служби, провів численні професійні курси, анонсував публікації підручників, зокрема, Інструкція для дощових станцій польської мережі (1946), Таблиці ділення для використання спостерігачів метеостанцій (1949), Інструкція для метеостанцій вищих порядків польської мережі (1953). Він був редактором та автором вступу до книги «Видержки з історичних джерел про надзвичайні гідрологічні та метеорологічні явища в Польщі X—XVI століть».
Він брав участь у розробці польської версії Міжнародного хмарного атласу (1950), а в «Przeglądu Geofizycznego» публікував огляди сучасної наукової літератури в галузі геофізики. Він також цікавився історією метеорології в Польщі.

## Діяльність для караїмських громад
З юності він брав активну участь у караїмських організаціях. Був членом правління Вільнюської асоціації караїмів (у 1923 році як секретар), редагував періодичне видання «Myśl Karaimska». Його цікавило питання демографії населення караїмів у Польщі. Відразу після війни був членом комітету, що організовував релігійне життя караїмів від імені Караїмського релігійного об'єднання.
Його поховали на караїмському цвинтарі на вулиці Редутова у Варшаві.

## Нагороди
Його нагородили, серед іншого, Срібним Хрестом Заслуг та Лицарським і Офіцерським Хрестом Ордена Відродження Польщі.